# Восточная деспотия
Восто́чная деспоти́я — термин, применяющийся историографами по отношению к государственному устройству азиатских стран и обозначающий неограниченную единоличную власть. При этом, чёткого определения восточной деспотии нет. Впервые были использован античными авторами. Его популяризировал немецкий учёный Карл Виттфогель, однако его ирригационная теория не получила поддержки в научных кругах. Востоковед Владимир Якобсон отмечает, что вопрос, существовала ли подобная власть, в научном сообществе не обсуждался, причём в представления европейских историков о восточной деспотии легли примеры азиатских монархов, имевших безграничную власть.

## Описание
Термин «восточная деспотия» применяется по отношению к государственному устройству и общественному строю стран Азии. Чёткого определения термина нет, в широком определении это понятие подразумевает неограниченную единоличную власть, однако вопрос, существовала ли подобная власть, в кругах научного сообщества не обсуждался.

## История
Впервые концепция восточной деспотии была упомянута в работах Геродота, противопоставлявшего демократию Древних Афин и деспотизм, по ему мнению, присущий древневосточным монархиям. Аристотель считал, что деспотизм совпадал с тиранией и был способен возникнуть не только на Востоке, но и древнегреческих государствах. Основоположником концепции восточной деспотии в европейской историографии стал Николо Макиавелли. Термин был также употреблён французскими энциклопедистами, использовавшими в качестве источников скудные или выдуманные сведения античных авторов и западноевропейских путешественников. Про восточную деспотию писали философы XVIII века (например, Шарль Луи де Монтескьё), на чьи труды опирались идеологи марксизма-ленинизма. Из их работ термин перешёл в современную историографию.
Понятие популяризировал немецкий учёный Карл Виттфогель, использовавший его по отношению к древневосточным странам и выдвинувший ирригационную теорию образования государства, согласно которой древневосточные государства появились вследствие необходимости орошать большие площади земли, для чего приходилось строить оросительные системы и контролировать распределение воды, так как, по мнению Карла Виттфогеля, подобные процессы могли протекать только при наличии деспотической власти. Однако представления учёного были раскритикованы, потому что не все древневосточные культуры были ирригационными, а в остальных оросительные системы появились ещё в догосударственный или раннегосударственный периоды, а правителей ранних государств их жители рассматривали как вождей, которые могли лишиться своего положения, если не исполняли свои обязанности. Поэтому древневосточные монархи в указах перечисляют свои заслуги, обосновывая легитимность перед народом, и их обожествление, вопреки распространённой точке зрения, не было широко распространено. При этом, как отмечает Владимир Якобсон, в основу представлений европейских авторов о восточной деспотии легли примеры азиатских монархов (султанов в Османской империи, шахов в Иране, богдыханов в Китае и иных), обладавших неограниченной властью и стоявших над законом.